# Электромиграция
Электромиграция (ЭМ; англ. electromigration, EM) — явление переноса вещества в проводнике за счёт постепенного дрейфа ионов, возникающее благодаря обмену количеством движения при столкновениях между проводящими носителями и атомной решёткой. Этот эффект играет существенную роль в тех прикладных областях, где используются постоянные токи большой плотности — например, в микроэлектронике. Чем меньше становятся интегральные схемы, тем более заметную практическую роль играет этот эффект.
При достаточно высокой температуре и плотности тока, в металлах движущиеся под воздействием электрического поля электроны сталкиваются с атомами решётки и толкают их в сторону положительно заряженного электрода. Таким образом, в проводнике появляются обеднённые веществом зоны, вследствие чего сопротивление, а как следствие, и плотность тока в этой зоне существенно возрастают, что приводит к ещё большему нагреву этого участка проводника. В результате, эффект электромиграции может привести к частичному или полному разрушению проводника под воздействием температуры (плавление металла) или из-за полного размытия металла под воздействием электромиграции (англ. void — «пусто́та», «лакуна»). С другой стороны, скопившиеся вещество может сформировать новое непреднамеренное соединение (hillock — «холмик, кучка»), что может привести как к деградации производительности схемы (увеличение паразитных ёмкостей и перекрёстных помех), так и к короткому замыканию.

## Практическое значение электромиграции
Эффект электромиграции влияет на надёжность работы интегральных схем. В худшем случае он приводит к необратимому нарушению функциональности схемы вследствие разрыва (перегорания) одного или нескольких контактов или межсоединений, либо, наоборот, замыкания между разными частями схемы. Однако первые симптомы появляются гораздо раньше и выражаются в случайных скачках напряжения, что может привести к появлению редких беспорядочных функциональных сбоев, которые крайне сложно диагностировать.
При уменьшении размеров интегральных схем и увеличении плотности их компоновки, вероятность возникновения проблем вследствие эффекта электромиграции существенно увеличивается из-за возрастающих при этом плотностей тока внутри схем. В качестве решения этой проблемы, алюминий, традиционно использующийся в качестве материала для межсоединений, был заменён на медь, которая обладает лучшей проводимостью и, в том числе, много меньше восприимчива к электромиграции. Из-за того, что медь требует более точного технологического процесса при изготовлении схем и не решает полностью проблему эффекта, работы по поиску более оптимального решения по-прежнему ведутся.
Уменьшение размеров интегральной схемы на размер {\displaystyle k} приводит к увеличению плотности тока на величину, пропорциональную {\displaystyle k^{2}} (прямое следствие определения плотности тока).
Современные интегральные схемы крайне редко выходят из строя по причине эффекта электромиграции. Большинство производителей этих устройств имеют в своем распоряжении САПР, поддерживающие анализ топологии с точки зрения электромиграции и включающие в себя функции для исправления потенциальных проблем, связанных с ним, на транзисторном уровне (например, увеличение количества контактов между шинами «земля»/«питание» и внутренними соединениями транзисторов, их расширение и т. д.). Поэтому почти все современные схемы спроектированы с учётом требований по электромиграции (обычно 100 000 часов при максимальной допустимой для схемы частоте и температуре), и вероятность выхода из строя по другим причинам (например, от суммарного урона от бомбардировки гамма-частицами) гораздо выше.
Несмотря на это, имеются задокументированные свидетельства выхода из строя техники из-за проблем с электромиграцией. Так, в конце 1980-х, некоторые модели дисковых накопителей компании Western Digital часто ломались через 12-18 месяцев после начала использования. По решению суда, были проведены лабораторные исследования, которые установили, что один из контроллеров, поставляемых сторонним производителем, был выполнен с нарушением технологических норм по электромиграции. Заменив его аналогичным от другого производителя, WD устранила неисправность, но репутация компании пострадала.

## Физические основы
На ионы внутри проводника действуют две силы — электростатическая сила {\displaystyle F_{e}} как результат электрического поля (эта сила направлена также, как и ток), и обратная сила {\displaystyle F_{p}}, образующаяся за счёт обмена импульсами движения с другими носителями заряда. В металлических проводниках, {\displaystyle F_{p}} также называется электронный ветер или ионный ветер.
Результирующая сила {\displaystyle F_{res}} для иона выражается так:
{\displaystyle F_{res}=F_{e}-F_{p}=q\cdot Z^{*}\cdot E=q\cdot Z^{*}\cdot j\cdot \rho }
Электромиграция возникает в тот момент, когда часть импульса электрона переносится ионом на соседний. Это приводит к тому, что ион смещается с первоначальной позиции. Через некоторое время значительное количество атомов оказывается достаточно далеко от своих первоначальных позиций, что приводит к обеднённым областям, мешающим нормальному течению тока через проводник. Иными словами, в некоторых областях проводника анормально повышается сопротивление.

## Механизмы электромиграции
В качестве основных механизмов электромиграции можно выделить два взаимосвязанных процесса: диффузия возбуждённых ионов и температурные эффекты.

### Электромиграционная диффузия
В гомогенной кристаллической структуре за счёт однородности кристаллической решётки, столкновения между ионами металла и носителями заряда происходят достаточно редко. Однако, ситуация меняется на границах кристаллических зёрен, межсоединениях металлов и их поверхности — из-за несимметричности кристаллической решётки обмен импульсами движения происходит гораздо интенсивнее. Так как ионы металла на границах связаны гораздо слабее, нежели внутри однородной кристаллической решётки, при определённом значении электронного ветра ионы начинают дрейфовать в направлении текущего тока.
Электромиграционную диффузию можно разделить на 3 группы: диффузия на границах кристаллических зёрен, диффузия внутри кристаллических зёрен и диффузия на поверхности проводника. В алюминии главным образом происходит диффузия на границах кристаллических зёрен, в то время как в медных проводниках преобладает поверхностная диффузия.

### Температурные эффекты
В идеальном проводнике атомы расположены в узлах кристаллической решётки, сквозь которую свободно движутся электроны. Таким образом электромиграция в идеальном проводнике не происходит. Однако, в реальном проводнике кристаллическая решётка не идеальна. За счёт этого, а также за счёт теплового колебания атомов проводника, электроны начинают с ними сталкиваться. Таким образом, атомы оказываются отброшены ещё дальше от узлов идеальной кристаллической решётке, что ещё больше увеличивает количество столкновений между электронами и атомами, а также к увеличению амплитуды температурного колебания. Обычно импульса относительного лёгких электронов не достаточно, чтобы постоянно сдвигать атомы из кристаллической решётки, и процесс электромиграции не запускается, однако при повышении плотности тока и/или температуры, достаточно много электронов сталкивается с атомами, что заставляет их вибрировать сильнее и дальше от своих исходных позиций. Таким образом, сопротивление проводника существенно увеличивается, что в свою очередь приводит к джоулевскому нагреванию металла и может вывести из строя электронный компонент.

## Создание надёжных интегральных схем с точки зрения электромиграции

### Уравнение Блэка
В конце 60-х годов Блэк вывел эмпирический закон времени жизни межсоединений, который также учитывает и явление электромиграции:
{\displaystyle {\text{MTTF}}=A(J^{-n})e^{\frac {E_{a}}{kT}}}, где:
- {\displaystyle A} — константа, основанная на свойствах материала,
- {\displaystyle J} — плотность тока через проводник,
- {\displaystyle E_{a}} — энергия возбуждения иона (0.7 эВ для алюминия),
- {\displaystyle k} — постоянная Больцмана,
- {\displaystyle T} — температура,
- {\displaystyle n} — эмпирический коэффициент, согласно Блэку обычно принимаемый равным двум[3].

Из этого уравнения вытекает, что время жизни межсоединения зависит от его геометрических размеров, частоты сигнала (вытекает из определения плотности тока) и температуры.
Технические условия (англ. design rules), разрабатываемые при производстве микросхем, описывают предельно допустимые значения по плотности тока в зависимости от температуры, однако при температурах ниже 105 °C эффект электромиграции считается пренебрежимо малым.

### Материалы
Самым часто используемым в современной микроэлектронике материалом для создания контактов и межсоединений является алюминий. Его повсеместное использование обусловлено несколькими факторами: у него относительно хорошая проводимость, он удобен для использования в условиях микроэлектроники, подходит для создания омических контактов, относительно дёшев. Однако, чистый алюминий подвержен воздействию электромиграции. Исследования показали, что добавление 2-4 % меди в алюминий повышает устойчивость к этому эффекту в 50 раз.
Также известно, что чистая медь выдерживает в 5 раз большую плотность тока по сравнению с алюминием при равных требованиях к надёжности работы ИС. Это связано с тем, что медь обладает лучшей проводимостью и теплопроводностью, а также температурой плавления.

## Стандарты
- EIA/JEDEC Standard EIA/JESD63: Стандартный метод расчёта модели электромиграции в зависимости от температуры и частоты